# MZ Saxon 500 R
Zwischen 1991 und 1996 stellte die MuZ Motorrad- und Zweiradwerk GmbH (bis 30. Juni 1992: Motorradwerk Zschopau GmbH) Motorräder der Modellreihe MZ Saxon 500 R her. 

## Modellgeschichte

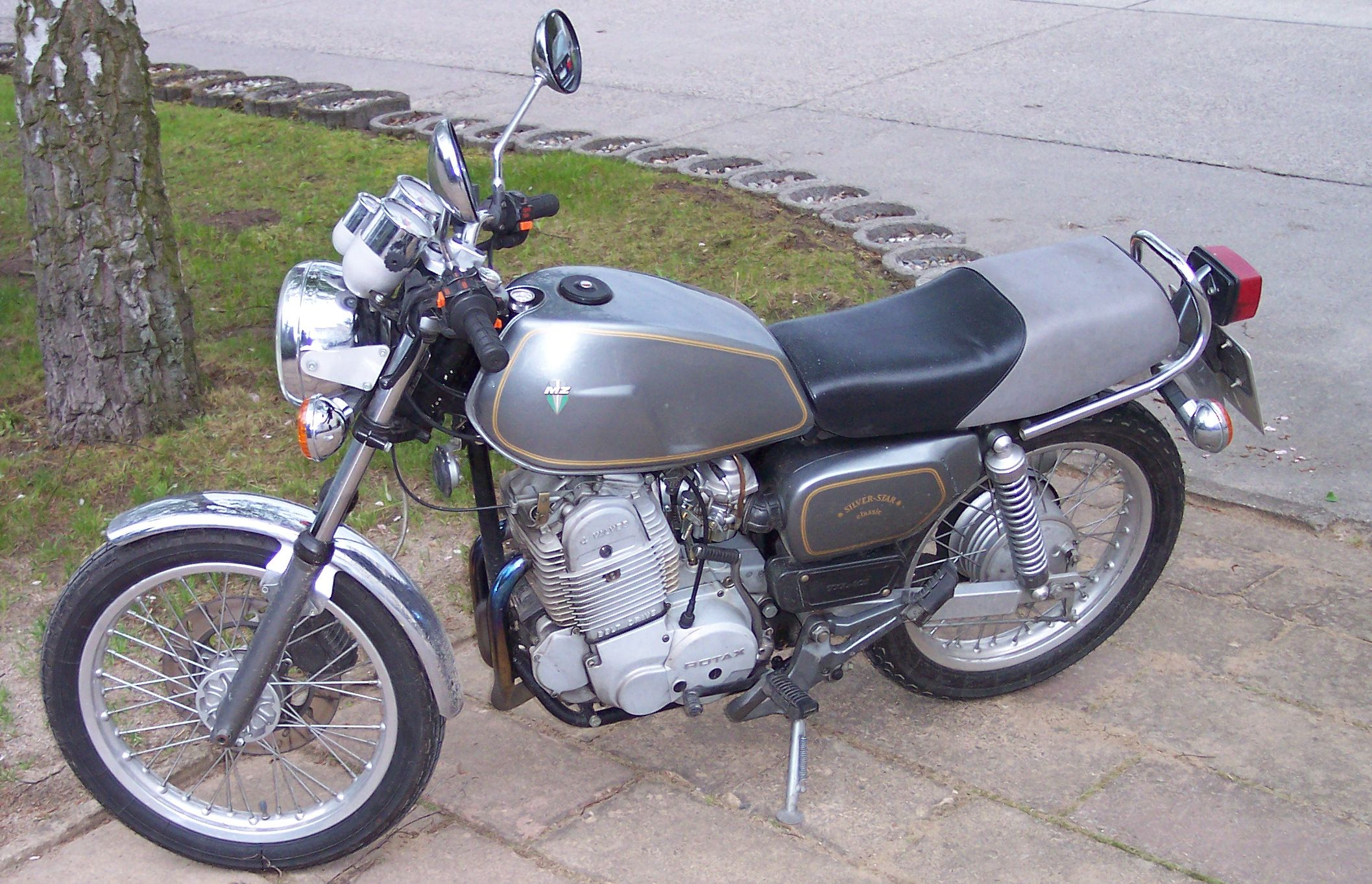
MZ 500 R Silver Star, früher Retro-Roadster

Die Reihe entstand auf Basis des Fahrgestells der MZ ETZ 251, in das ein 494-cm³-Viertaktmotor von Rotax eingesetzt wurde. Die Motorleistung wurde auf die bei Markteinführung maximal möglichen 20 kW der deutschen Fahrerlaubnisklasse 1a abgestimmt. Der Prototyp wurde Ende September 1990 auf der Internationalen Fahrrad- und Motorrad-Ausstellung (IFMA) in Köln präsentiert. Die einfache Austauschbarkeit der Anbauteile erlaubte dem Hersteller unterschiedliche Zusammenstellungen in Ausstattung und Design.
Die beiden ersten Modellvarianten von 1991 wurden als 500 R bzw. mit dem Zusatz VR vermarktet und hatten noch die augenfälligen Stahlblech-Seitenteile sowie den Stahlblech-Tank der ETZ. Den später nachfolgenden Varianten wurde die Bezeichnung Saxon (Eigenschreibweise SAXON) vorangestellt. Auf der genannten Kombination von Fahrgestell und Motor basierte zudem die 1993 in Serie gegangene Variante Silver Star (Eigenschreibweise SILVER STAR). Die Silver Star sollte an den Erfolg des ersten Retro-Café Racers, die von 1985 bis 1990 insbesondere für den deutschen Markt als „Clubman“ benannte Sonderversion der Honda XBR 500, anknüpfen. Mit Verwendung des Rotax-Einzylinders entstand auch die Idee zu einer breitensporttauglichen Clubmansport-Rennserie, dem späteren MZ-Cup.
Nachdem die Höchstleistung in der Fahrerlaubnisklasse 1a zum 1. April 1993 von 20 kW auf 25 kW angepasst wurde, reagierte MuZ und erhöhte die Motorleistung dementsprechend.

## Technische Daten

### Solomaschinen
|                                   | 500 R / VR | SAXON 500 Tour | SAXON 500 Fun / Fun Sport | SAXON 500 Country | SILVER STAR |
| --------------------------------- | --- | --- | --- | --- | --- |
| Baujahre                          | 1991–1992 | 1992–1996 | 1992–1994 | 1993–1996 | 1993–1996 |
| Ausstattungsmerkmale/ Bemerkungen | Tank, Seitenteile, Scheinwerfer, Blinkanlage, Spiegel und Sitzbank unverändert von der MZ ETZ 251/301; Vorderradkotflügel, Drehzahlmesser und Tachometer in neuem Design; Lampenmaske; Auspuffanlage zu Beginn beidseitig. | Tank, Seiten- und Heckverkleidung aus Kunststoff; eckige Spiegel und Frontscheinwerfer; Lampenmaske mit integriertem, kleinem Windschild; Auspuffanlage rechts. | Tank, Seiten- und Heckverkleidung aus Kunststoff; eckige Spiegel und Frontscheinwerfer; Lampenmaske mit integriertem, kleinem Windschild; Auspuffanlage rechts. | Tank, Seiten- und Heckverkleidung aus Kunststoff; eckige Spiegel und Frontscheinwerfer; Lampenmaske mit integriertem, kleinem Windschild; Auspuffanlage rechts. | Seitenteile unverändert von der ETZ 251/301, Tank aus Stahlblech; Frontscheinwerfer (mitlenkend), Drehzahlmesser, Tachometer, Spiegel sowie Blinkanlage rund und verchromt; Vorder- und Hinterradkotflügel verchromt; Motorgehäuse silbergrau beschichtet; Auspuffanlage rechts und verchromt. Mit später angebotener Lackierung von Tank und Seitenteilen in klassisch grün bzw. bordeauxrot als GREEN STAR bzw. RED STAR vermarktet. |
| Ausstattungsmerkmale/ Bemerkungen | Tank, Seitenteile, Scheinwerfer, Blinkanlage, Spiegel und Sitzbank unverändert von der MZ ETZ 251/301; Vorderradkotflügel, Drehzahlmesser und Tachometer in neuem Design; Lampenmaske; Auspuffanlage zu Beginn beidseitig. | Lampenmaske mit Frontscheinwerfer mitlenkend | Halbschalenverkleidung, Frontscheinwerfer darin rahmenfest | Halbschalenverkleidung, Frontscheinwerfer darin rahmenfest | Seitenteile unverändert von der ETZ 251/301, Tank aus Stahlblech; Frontscheinwerfer (mitlenkend), Drehzahlmesser, Tachometer, Spiegel sowie Blinkanlage rund und verchromt; Vorder- und Hinterradkotflügel verchromt; Motorgehäuse silbergrau beschichtet; Auspuffanlage rechts und verchromt. Mit später angebotener Lackierung von Tank und Seitenteilen in klassisch grün bzw. bordeauxrot als GREEN STAR bzw. RED STAR vermarktet. |
| Ausstattungsmerkmale/ Bemerkungen | Tank, Seitenteile, Scheinwerfer, Blinkanlage, Spiegel und Sitzbank unverändert von der MZ ETZ 251/301; Vorderradkotflügel, Drehzahlmesser und Tachometer in neuem Design; Lampenmaske; Auspuffanlage zu Beginn beidseitig. | Lampenmaske mit Frontscheinwerfer mitlenkend | Variante Fun Sport mit Motorverkleidung | Motorgehäuse silbergrau beschichtet; Motorschutz und hochgelegte Auspuffanlage (verzogen auf die linke Seite).                                                  | Seitenteile unverändert von der ETZ 251/301, Tank aus Stahlblech; Frontscheinwerfer (mitlenkend), Drehzahlmesser, Tachometer, Spiegel sowie Blinkanlage rund und verchromt; Vorder- und Hinterradkotflügel verchromt; Motorgehäuse silbergrau beschichtet; Auspuffanlage rechts und verchromt. Mit später angebotener Lackierung von Tank und Seitenteilen in klassisch grün bzw. bordeauxrot als GREEN STAR bzw. RED STAR vermarktet. |
| Motor                             | fahrtwindgekühlter Einzylinder-Viertaktmotor, Elektro- und Kickstarter | fahrtwindgekühlter Einzylinder-Viertaktmotor, Elektro- und Kickstarter                                                                                          | fahrtwindgekühlter Einzylinder-Viertaktmotor, Elektro- und Kickstarter                                                                                          | fahrtwindgekühlter Einzylinder-Viertaktmotor, Elektro- und Kickstarter                                                                                          | fahrtwindgekühlter Einzylinder-Viertaktmotor, Elektro- und Kickstarter |
| Ventilsteuerung                   | zahnriemengetriebene obenliegende Nockenwelle, 4 Ventile über Kipphebel mit Einstellschraube betätigt | zahnriemengetriebene obenliegende Nockenwelle, 4 Ventile über Kipphebel mit Einstellschraube betätigt                                                           | zahnriemengetriebene obenliegende Nockenwelle, 4 Ventile über Kipphebel mit Einstellschraube betätigt                                                           | zahnriemengetriebene obenliegende Nockenwelle, 4 Ventile über Kipphebel mit Einstellschraube betätigt                                                           | zahnriemengetriebene obenliegende Nockenwelle, 4 Ventile über Kipphebel mit Einstellschraube betätigt |
| Bohrung × Hub                     | 89 mm × 79 mm | 89 mm × 79 mm | 89 mm × 79 mm | 89 mm × 79 mm | 89 mm × 79 mm |
| Hubraum                           | 494 cm³ | 494 cm³ | 494 cm³ | 494 cm³ | 494 cm³ |
| Verdichtung                       | 9,2 : 1 | 9,2 : 1 | 9,2 : 1 | 9,2 : 1 | 9,2 : 1 |
| Nennleistung                      | 20 kW (27,2 PS) bei 6500/min | 20 kW (27,2 PS) bei 6500/min später: 25 kW (34 PS) bei 7200/min                                                                                                 | 20 kW (27,2 PS) bei 6500/min später: 25 kW (34 PS) bei 7200/min                                                                                                 | 25 kW (34 PS) bei 7200/min | 20 kW (27,2 PS) bei 6500/min später: 25 kW (34 PS) bei 7200/min |
| max. Drehmoment                   | 32 Nm bei 4500/min | 32 Nm bei 4500/min später: 35 Nm bei 4000/min | 32 Nm bei 4500/min später: 35 Nm bei 4000/min | 35 Nm bei 4000/min | 32 Nm bei 4500/min später: 35 Nm bei 4000/min |
| Gemischaufbereitung               | Rundschiebervergaser Dell’Orto PHF 34 GS, Ansaugdurchmesser 34 mm; oder Bing 64/33/302, Ansaugdurchmesser 33 mm | Rundschiebervergaser Dell’Orto PHF 34 GS, Ansaugdurchmesser 34 mm; oder Bing 64/33/302, Ansaugdurchmesser 33 mm                                                 | Rundschiebervergaser Dell’Orto PHF 34 GS, Ansaugdurchmesser 34 mm; oder Bing 64/33/302, Ansaugdurchmesser 33 mm                                                 | Rundschiebervergaser Dell’Orto PHF 34 GS, Ansaugdurchmesser 34 mm; oder Bing 64/33/302, Ansaugdurchmesser 33 mm                                                 | Rundschiebervergaser Dell’Orto PHF 34 GS, Ansaugdurchmesser 34 mm; oder Bing 64/33/302, Ansaugdurchmesser 33 mm |
| Zündung                           | vollelektronische, kontaktlose Zündanlage mit Zündverstellung | vollelektronische, kontaktlose Zündanlage mit Zündverstellung                                                                                                   | vollelektronische, kontaktlose Zündanlage mit Zündverstellung                                                                                                   | vollelektronische, kontaktlose Zündanlage mit Zündverstellung                                                                                                   | vollelektronische, kontaktlose Zündanlage mit Zündverstellung |
| Lichtmaschine                     | Drehstrom-Lichtmaschine 12 V – 190 W | Drehstrom-Lichtmaschine 12 V – 190 W | Drehstrom-Lichtmaschine 12 V – 190 W | Drehstrom-Lichtmaschine 12 V – 190 W | Drehstrom-Lichtmaschine 12 V – 190 W |
| Batterie                          | 12 V – 14 Ah | 12 V – 14 Ah | 12 V – 14 Ah | 12 V – 14 Ah | 12 V – 14 Ah |
| Bordspannung                      | 12 V | 12 V | 12 V | 12 V | 12 V |
| Kupplung                          | Mehrscheibenkupplung im Ölbad, mechanisch betätigt | Mehrscheibenkupplung im Ölbad, mechanisch betätigt | Mehrscheibenkupplung im Ölbad, mechanisch betätigt | Mehrscheibenkupplung im Ölbad, mechanisch betätigt | Mehrscheibenkupplung im Ölbad, mechanisch betätigt |
| Getriebe                          | 5-Gang-Stirnrad-Wechselgetriebe, klauengeschaltet | 5-Gang-Stirnrad-Wechselgetriebe, klauengeschaltet | 5-Gang-Stirnrad-Wechselgetriebe, klauengeschaltet | 5-Gang-Stirnrad-Wechselgetriebe, klauengeschaltet | 5-Gang-Stirnrad-Wechselgetriebe, klauengeschaltet |
| Sekundärübersetzung               | 18/38 | 18/38 | 18/38 | 16/38 | 17/38 |
| Endantrieb                        | O-Ring-Kette (vollgekapselt) | O-Ring-Kette (vollgekapselt) | O-Ring-Kette (vollgekapselt) | O-Ring-Kette (vollgekapselt) | O-Ring-Kette (vollgekapselt) |
| Rahmen                            | Stahl-Kastenprofil-Rohrrahmen | Stahl-Kastenprofil-Rohrrahmen | Stahl-Kastenprofil-Rohrrahmen | Stahl-Kastenprofil-Rohrrahmen | Stahl-Kastenprofil-Rohrrahmen |
| Maße (L × B × H)                  | 2030 × 950 × 1270 mm | 2030 × 950 × 1270 mm | 2030 × 950 × 1270 mm | 2190 × 920 × 1370 mm | 2080 × 740 × 1220 mm |
| Radstand                          | 1370 mm | 1370 mm | 1370 mm | 1420 mm | 1350 mm |
| Sitzhöhe                          | 820 mm | 820 mm | 820 mm | 830 mm | 780 mm |
| Radaufhängung vorn                | Teleskopgabel, hydraulisch gedämpft, nicht einstellbar, 185 mm Federweg, 35 mm Standrohrdurchmesser | Teleskopgabel, hydraulisch gedämpft, nicht einstellbar, 185 mm Federweg, 35 mm Standrohrdurchmesser                                                             | Teleskopgabel, hydraulisch gedämpft, nicht einstellbar, 185 mm Federweg, 35 mm Standrohrdurchmesser                                                             | Teleskopgabel, hydraulisch gedämpft, nicht einstellbar, 185 mm Federweg, 35 mm Standrohrdurchmesser                                                             | wie zuvor, 165 mm Federweg |
| Radaufhängung hinten              | 2-Armschwinge aus Rundstahlrohr, über 2 Federbeine abgestützt, 135 mm Federweg, Federbasis verstellbar | 2-Armschwinge aus Rundstahlrohr, über 2 Federbeine abgestützt, 135 mm Federweg, Federbasis verstellbar                                                          | 2-Armschwinge aus Rundstahlrohr, über 2 Federbeine abgestützt, 135 mm Federweg, Federbasis verstellbar                                                          | 2-Armschwinge aus Rundstahlrohr, über 2 Federbeine abgestützt, 135 mm Federweg, Federbasis verstellbar                                                          | wie zuvor, 105 mm Federweg |
| Felgengröße vorn                  | Leichtmetall-Gussrad, 1,85 × 18″ | Leichtmetall-Gussrad, 1,85 × 18″ | Leichtmetall-Gussrad, 1,85 × 18″ | Drahtspeichenrad, 1,85 × 19″ | Drahtspeichenrad, 1,85 × 18″ |
| Felgengröße hinten                | Leichtmetall-Gussrad, 2,5 × 16″ | Leichtmetall-Gussrad, 2,5 × 16″ | Leichtmetall-Gussrad, 2,5 × 16″ | Drahtspeichenrad, 2,5 × 16″ | Drahtspeichenrad, 2,15 × 18″ |
| Bereifung vorn                    | 90/90-18 M/C 51H TL | 90/90-18 M/C 51H TL | 90/90-18 M/C 51H TL | 100/90-19 S | 90/90-18 M/C 51H TL |
| Bereifung hinten                  | 110/80-16 M/C 55S TT | 110/80-16 M/C 55S TT | 110/80-16 M/C 55S TT | 120/90-16 S | 110/80-18 M/C 60S TT |
| Bremse vorn                       | Einscheibenbremsanlage, ø 280 mm, mit 2-Kolben-Festsattel | Einscheibenbremsanlage, ø 280 mm, mit 2-Kolben-Festsattel | Einscheibenbremsanlage, ø 280 mm, mit 2-Kolben-Festsattel | Einscheibenbremsanlage, ø 280 mm, mit 2-Kolben-Festsattel | Einscheibenbremsanlage, ø 280 mm, mit 2-Kolben-Festsattel |
| Bremse hinten                     | Trommelbremse, ø 160 mm, mechanisch über Gestänge betätigt | Trommelbremse, ø 160 mm, mechanisch über Gestänge betätigt | Trommelbremse, ø 160 mm, mechanisch über Gestänge betätigt | Trommelbremse, ø 160 mm, mechanisch über Gestänge betätigt | Trommelbremse, ø 160 mm, mechanisch über Gestänge betätigt |
| Trockengewicht                    | 152 kg | 157 kg | 165 kg | 170 kg | 155 kg |
| zul. Gesamtgewicht                | 400 kg | 400 kg | 380 kg | 380 kg | 280 kg |
| Tankinhalt                        | 17 l (Reserve: 1,5 l) | 19 l (Reserve: 1,5 l) | 23 l (Reserve: 1,5 l) | 23 l (Reserve: 1,5 l) | 13 l (Reserve: 1,5 l) |
| Höchstgeschwindigkeit             | 135–140 km/h | 135–140 km/h | 135–140 km/h | 135–140 km/h | 135–140 km/h |

### Motorradgespanne

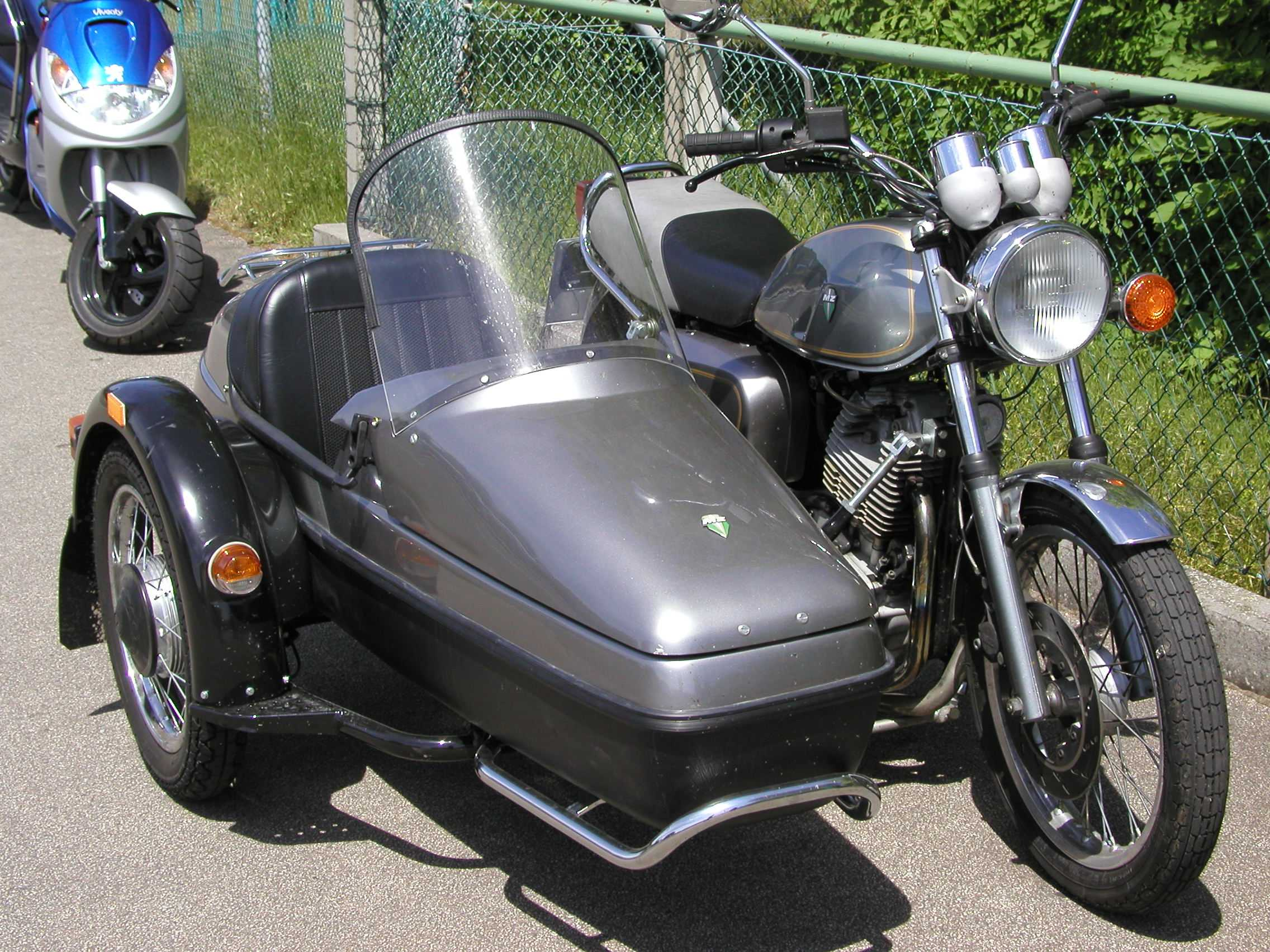
MZ SILVER STAR Gespann

| Baujahre                  | 1993–1996                                                                                                | 1994–1996                                                                                      |              |              |              |
| Seitenwagen-Rahmen        | Stahl-Leiter-Rohrrahmen                                                                                  | Stahl-Leiter-Rohrrahmen                                                                        |              |              |              |
| Radstand                  | 1370 mm                                                                                                  | 1350 mm                                                                                        |              |              |              |
| Radaufhängung vorn        | Teleskopgabel, hydraulisch gedämpft, nicht einstellbar, 165 mm Federweg, mit Gabelstabilisator           | Teleskopgabel, hydraulisch gedämpft, nicht einstellbar, 165 mm Federweg, mit Gabelstabilisator |              |              |              |
| Radaufhängung hinten      | Zweiarmschwinge aus Rundstahlrohr, über 2 Federbeine abgestützt, 135 mm Federweg, Federbasis verstellbar | wie zuvor, 105 mm Federweg                                                                     |              |              |              |
| Radaufhängung Seitenwagen | Kurzschwinge, mit 1 Federbein, 80 mm Federweg                                                            | Kurzschwinge, mit 1 Federbein, 80 mm Federweg                                                  |              |              |              |
| Felgengröße vorn          | Drahtspeichenrad, 2,15 × 16″                                                                             | Drahtspeichenrad, 2,15 × 16″                                                                   |              |              |              |
| Felgengröße hinten        | Drahtspeichenrad, 2,5 × 16″                                                                              | Drahtspeichenrad, 3,0 × 15″                                                                    |              |              |              |
| Felgengröße Seitenwagen   | Drahtspeichenrad – 2,15 x 16″                                                                            | Drahtspeichenrad – 2,15 x 16″                                                                  |              |              |              |
| Bereifung vorn            | 3.25-16 M/C 55P TT                                                                                       | 3.25-16 M/C 55P TT                                                                             |              |              |              |
| Bereifung hinten          | 125 R15 68S                                                                                              | 125 R15 68S                                                                                    |              |              |              |
| Bereifung Seitenwagen     | 3.25-16 M/C 55P TT                                                                                       | 3.25-16 M/C 55P TT                                                                             |              |              |              |
| Bremse Seitenwagen        | Simplex-Trommelbremse, ø 150 mm, mechanisch über Seilzug mit Hinterradbremse betätigt                    | Simplex-Trommelbremse, ø 150 mm, mechanisch über Seilzug mit Hinterradbremse betätigt          |              |              |              |
| Trockengewicht            | 238 kg                                                                                                   | 231 kg                                                                                         |              |              |              |
| zul. Gesamtgewicht        | 500 kg                                                                                                   | 500 kg                                                                                         |              |              |              |
| max. Zuladung Seitenwagen | 112 kg                                                                                                   | 112 kg                                                                                         |              |              |              |
| Höchstgeschwindigkeit     | 110–115 km/h                                                                                             | 110–115 km/h                                                                                   | 110–115 km/h | 110–115 km/h | 110–115 km/h |

## Testberichte/Kritiken
Ein Testbericht der Zeitschrift MOTORRAD für das Modell 500 R von 1991 urteilte:

„Die guten Eigenschaften der MZ ETZ-Modelle wie Handlichkeit, Beweglichkeit und komfortable Auslegung beizubehalten und in der 500 R mit der Leistungsfähigkeit eines Viertaktmotors zu kombinieren, war erklärtes Ziel der Zschopauer Ingenieure. […] Sicher: Eine MZ 500 R ist für 6900 Mark kein Billigangebot mehr. Aber auch kein billig gemachtes Motorrad, denn viele früher kritisierte MZ-Schwächen wurden beseitigt. Mit dem Rotax-Motor gehört der Halbliter-Eintopf aus Zschopau sogar zu den Leichtgewichten seiner Hubraumklasse, ist in der Handlichkeit beispielhaft und wartet mit sinnvollen Details wie einem geschlossenen Kettenkasten auf. […] Gewöhnungsbedürftig sind für MZ-Neulinge allerdings die relativ weit vorn angebrachten, in der Serienausstattung starren Fußrasten.“

Mitte 1992 testete MOTORRAD die Modellvariante Fun in einem Kurz- sowie einem Vergleichstest mit den Einzylinder-Modellen Royal Enfield Bullet 500, Honda GB 500 Clubman und Yamaha SR 500. – Die Kritiken fielen relativ abweichend voneinander aus:

„Jetzt sorgt mit Acerbis ein weiterer Italiener für den optischen Pfiff: mit der Tank/Verkleidungs-Kombination des MZ 500 R-Modells ‚Fun‘. Die lackierten Thermoplast-Teile besitzen jedoch nicht nur ästhetische, sondern auch praktische Vorzüge: So gewinnt der Sitzkomfort des Fahrers durch den exakten Knieschluss […]. Der 34 Millimeter große Dellorto-Vergaser, der zur Schadstoff-Reduzierung ab Werk sehr mager abgestimmt ist, bedurfte erst einer helfenden Hand, bevor aus der ‚Fun‘ echter Fahrspaß wurde. […] Mit einer 48er Leerlaufdüse und hochgehängter Düsennadel jedoch marschierte die Fun schon knapp über Leerlauf-Drehzal mit sattem Druck voran.“

„Die 500 Fun ist ein Motorrad ohne real existierende oder vorgespiegelte Vergangenheit. […] Was sie darstellt ist, eine schlichte, sportliche Straßenmaschine, […]. Die MZ 500 Fun tritt als Spaßmacher im Vergleichsquartett an, zumindest ihrem Namen nach. Spaß verspricht auch die Leistung des Rotax-Motors, der mit 31 PS den Nominalwert von 27 PS deutlich übertrifft. Doch […] der Rotax-Single ist mechanisch unzeitgemäß laut, und die vermeintlich einzylindertypische Durchzugsstärke ist auch nicht seine Sache. […] weil er nach oben heraus angestrengt wirkt, hat man sich in der Praxis mit einem schmalen nutzbaren Drehzahlband abzufinden, das häufige Schaltvorgänge erzwingt und ungewollte Hektik ins Fahrgeschehen bringt. […] Erfreulicherweise ist das Fahrwerk in allen Lebenslagen ein angenehmer Partner. […] Würde die Verkleidungsscheibe den Fahrtwind nicht penetrant auf des Fahrers Kopf lenken, könnte man der MZ eine uneingeschränkte Langstreckentauglichkeit attestieren. […] Armaturen und Instrumente scheinen das billigste zu sein, was in Italien zu haben war, Fußrastenausleger und Bremshebel versprühen Landmaschinen-Charme, und der sich im unteren Totpunkt am Rahmen festklemmende Kickstarter verrät, daß man in Zschopau recht großzügig mit Fertigungstoleranzen umgeht […].“

Im Sommer 1993 testete MOTORRAD die von Fachpresse seit der Präsentation auf der IFMA 1992 mit Spannung erwartete Modellvariante Silver Star:

„Dank besserer Vergaserabstimmung sind die Probleme mit mangelhafter Gasannahme im unteren Drehzahlbereich, die MuZ-Viertakter früher plagten, ausgestanden; der Eintopf nimmt sauber Gas an […]. Wie es sich für ein so leichtes Motorrad gehört, läßt sich die MuZ ohne Widerstreben und recht zielgenau in Kurven einlenken. Sie läuft gut geradeaus und ist unempfindlich gegen Seitenwind, […]. Aufstellneigung beim Bremsen ist ihr ebenso fremd wie Verwinden der mit 35 Millimetern Standrohrdurchmesser ausreichend dimensionierten Gabel. […] Die Sitzposotion des Silver Star-Lenkers wird durch […] engen Knieschluss am schmalen Tank und die vergleichsweise weit vorn stehenden Fußrasten bestimmt. […] Zum Charakter der Silver Star als leichtem, handlichem Einzylinder in der Tradition der fünfziger und sechsziger Jahre paßt auch die bequeme Soziusposition mit angenehm niedrig angebrachten Fußrasten. […] Ansprechend, allerdings mit Ziffern und Markierungen etwas überladen, gerieten Tacho und Drehzahlmesser mit weißen Ziffernblättern in ihrem verchromten Fassungen, […] Das bisher gelungenste Motorrad aus der Zschopauer Viertaktriege ist die Silver Star Classic 500 trotz dieser kleinen Schwächen allemal. Ein Sonderangebot ist sie für 8970 Mark allerdings nicht – aber MuZ-Motorräder sind, wie die Silver Star beweist, heute auch auf höherem qualitativem und technischem Niveau als zu DDR-Zeiten.“

Ebenfalls 1993 testete MOTORRAD das neue Modell Saxon 500 Country und berichtete bzw. urteilte:

„Auf den ersten Blick wird sie ihrem Namen gerecht: Enduro-Reifen auf Drahtspeichenfelgen, Motorschutz, hochgelegter Auspuff, und sogar Cross-Fußrasten. […] Doch ungeteilter Spaß will bei der Sächsin nicht aufkommen. Dabei hätte sie die besten Anlagen dazu: gutes Handling, geringes Gewicht und tourentaugliche Reichweite. Aber die Motorcharakteristik ist zu ruppig, und die schlechten Kalt- und Leerlaufeigenschaften sind zu ärgerlich. Damit die MuZ zum Spaßmacher wird, sollten die Zschopauer dem Single Manieren beibringen. […] Wen dennoch die Landliebe ergriffen hat, dem sollte seine Leidenschaft schon knappe 8500 Mark wert sein.“

## Sondermodelle

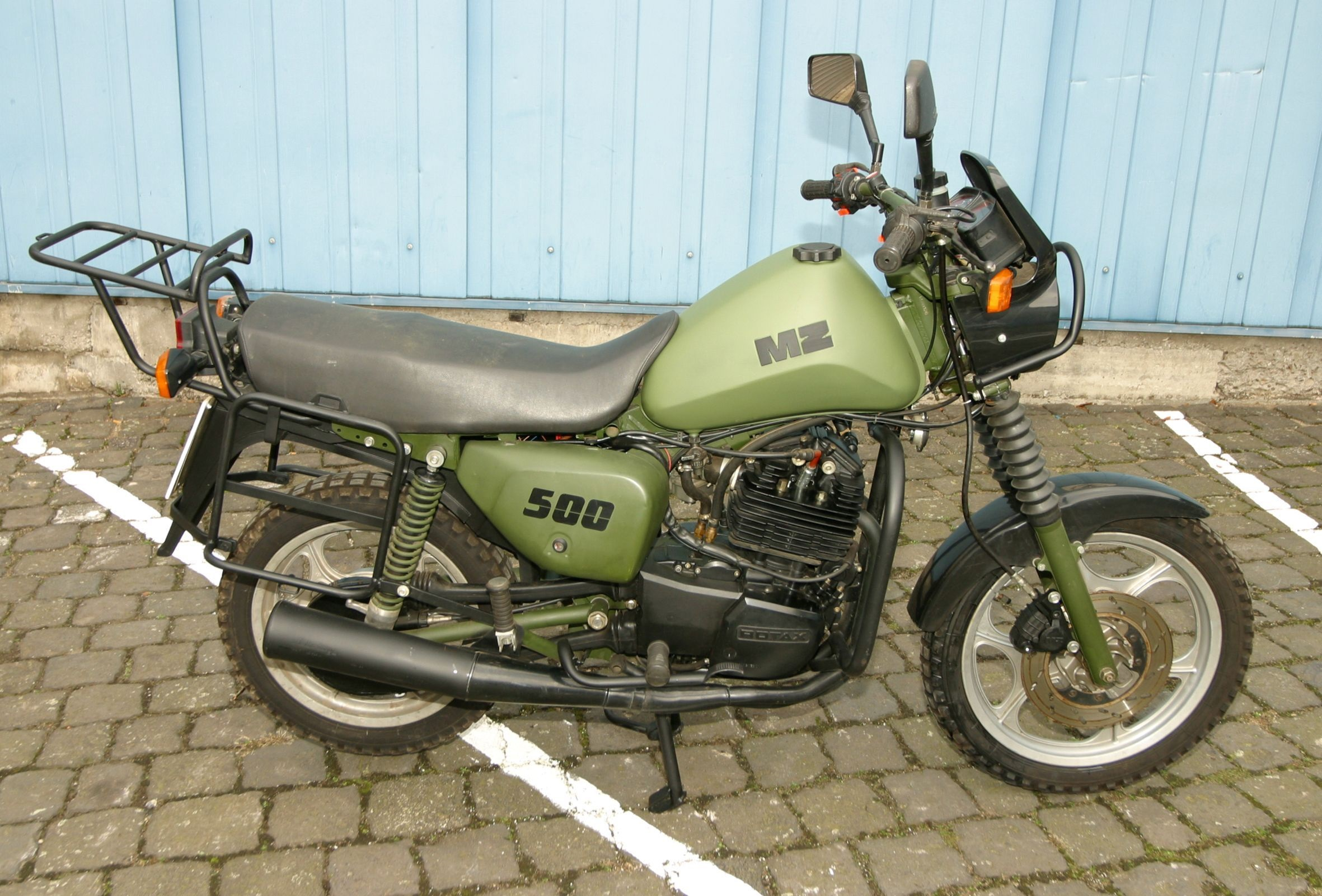
Versuchsmuster der 500 RA für die Bundeswehr

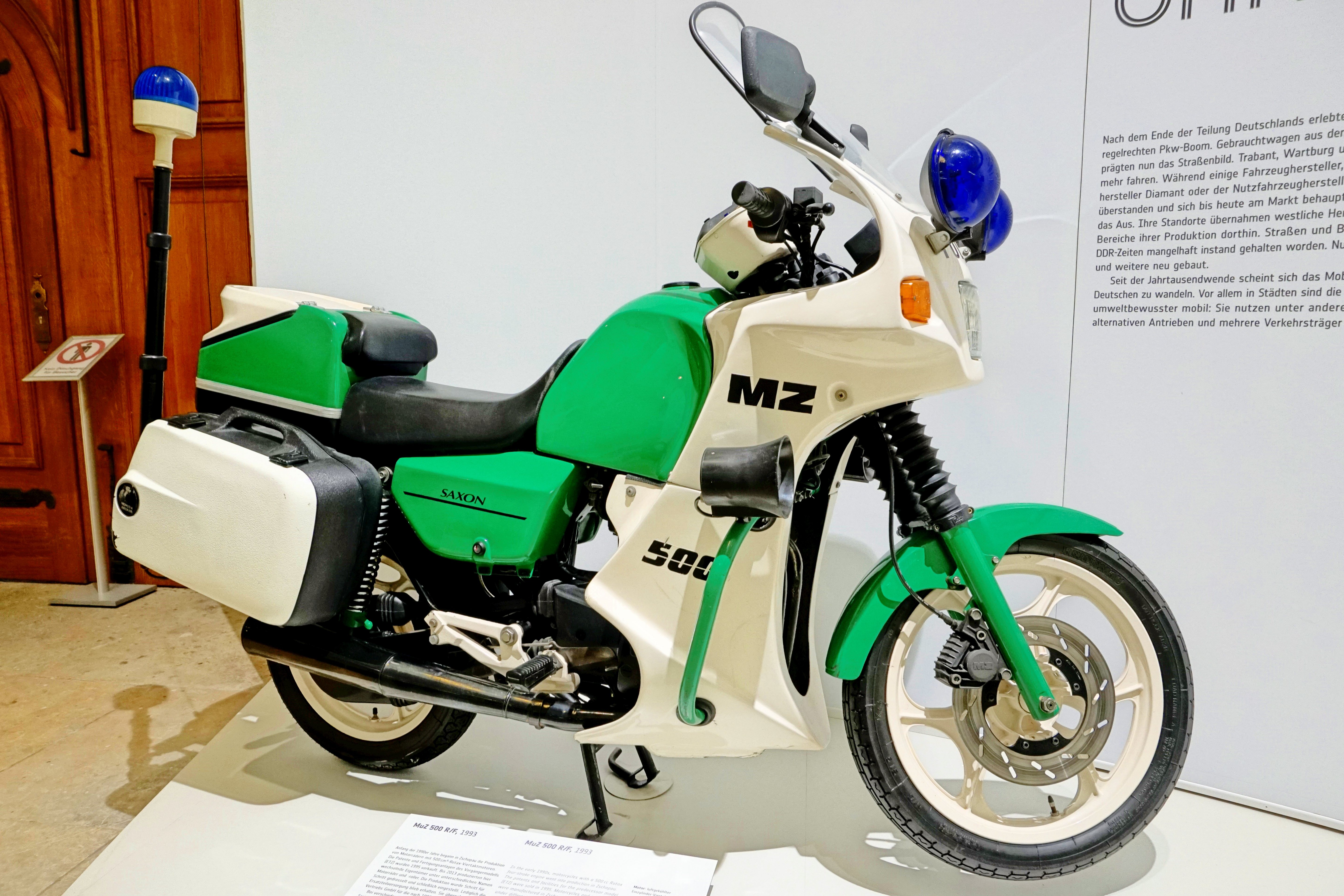
Sondermodell der 500 RF für die Polizei

1992 bewarb sich MZ, zusammen mit Hercules und BMW, mit einer militarisierten Variante 500 RA auf eine Ausschreibung des Bundesamtes für Wehrtechnik und Beschaffung für den Ersatz der Hercules-Kräder K 125 Variante 1 und 2 ohne Erfolg. Den Zuschlag erhielt die Weiterentwicklung der K 125 von Hercules, die K 180.
Ein weiteres Sondermodell war 1992 die 500 F für die Polizei. Es war grün-weiß lackiert, hatte die Sondersignale Blaulicht und Sirene sowie Sturzbügel und Seitenkoffer der MZ ETZ 250 F. Es sollen lediglich 24 Maschinen gefertigt worden sein.
1994 wurde ein Nachfolger, die 500 RF, für die Polizei gefertigt. Tank und Seitenteile waren nun aus Kunststoff, zudem hat sie eine durchgehende Verkleidung mit großem Windschild, Lampenmaske und Beinschutz. Das Funkgerät war hier an Stelle des Soziussitzes angebracht. Von der 500 RF sollen 280 Stück hergestellt worden sein.
Letztmals wurde 1995 der Versuch unternommen, ein Sondermodell bei der Polizei zu etablieren, was jedoch misslang. Gegenüber der RF hat dieses  RFCX genannte Motorrad eine geänderte Frontverkleidung, einen Einzelsitz und Funktionstaschen an den Seiten. Lediglich 46 Maschinen sollen gefertigt worden sein.